# 诺芙西洛演习场
诺芙西洛演习场是保加利亚一个主要的军事训练设施，建立于1962年，目前也由其他北约国家使用。该区域面积为144 km2（55.6 sq mi），距离贝兹默空军基地45km，距离保加利亚斯利文州布尔加斯港70km。

## 历史
该设施设有专门用于坦克射击以及核、生物和化学防御和侦察训练的区域。诺芙西洛演习场受到北约专家和部队的高度评价，自2004年起成为保加利亚和美国军队每年举行联合演习的首选场地。它可以支持拥有M3布雷德利步战车、M1艾布拉姆斯主战坦克和斯瑞克步兵装甲车的部队进行实弹和机动演习。 
诺芙西洛演习场是根据2006年美国和保加利亚国防合作协议建立的美保联合军事基地之一。 2008 年底，美国陆军开始投资 6115 万美元，为在诺芙西洛演习场训练的美军修建新住房和其他基础设施。 演习场有一个直升机停机坪，附近还有有五个额外的着陆区，以及一个可容纳五架飞机的停机坪。其他基础设施包括加油站、营房、急救站以及DFAC和MWR设施。 
自 2016 年以来，黑海陆军行动支援部（ASA-Black Sea）为部署在诺芙西洛演习场的美国士兵提供支持。 2024 年 6 月，黑海陆军行动支援部改组为美国陆军驻黑海司令部（USAG Black Sea），总部位于罗马尼亚米哈伊尔科格尔尼恰努空军基地，隶属于美国陆军设施管理司令部。 
截至2024年约有100-150名士兵在训练场担任工作人员。